# Weigand von Redwitz
Weigand von Redwitz (né en 1476 à Tüschnitz, mort le 20 mai 1556 à Kronach) est prince-évêque de Bamberg de 1522 à sa mort.

## Biographie
Weigand von Redwitz vient de la maison de Redwitz (de). Son père Heinrich von Redwitz zu Theisenort und Tüschnitz, sa mère Agatha est de la maison de Bibra (de). La maison de Redwitz comprend Katharina II von Redwitz (morte en 1560) de 1533 à 1536 abbesse d'Obermünster (de).
Weigand von Redwitz est chanoine de Bamberg en 1490. Croyant, il fait un pèlerinage à Jérusalem. En 1520, il est prêtre de Kronach à côté de Johannes Grau (de), qui fuira à Wittemberg pour avoir épousé la fille d'un bourgeois de Kronach et rejoindra Martin Luther. Pendant son épiscopat, Weigand prêchera contre les partisans de Luther et exclut le clergé sympathisant. Sous l'influence modérée de Jean de Schwarzenberg, il adoptera une attitude moins radicale que certains soutiens auraient souhaitée.
Au moment de l'élection de Weigand von Redwitz comme prince-évêque, Adrien VI est pape et Charles Quint empereur. Pendant son règne, la guerre des Paysans allemands fait rage dans la région. 70 châteaux et monastères sont détruits. Weigand tente de trouver une solution diplomatique. Lorsque le conflit devient inévitable, il fait appel à la ligue de Souabe. L'intervention militaire de la ligue est approuvée par le chapitre, même si certains membres sont des sympathisants de Luther. La répression est sévère, le commandant militaire Georg Truchsess von Waldburg-Zeil (de) est considéré comme un chef militaire loyal mais parfois impitoyable.
Weigand von Redwitz promet le château de Veldenstein (de) à Nuremberg.
À la fin de son épiscopat, le margrave protestant Albert II Alcibiade de Brandebourg-Culmbach paraît avoir gagné la seconde guerre des Margraves. Surpris, Weigand s'incline devant les exigences exagérées du margrave et cède presque la moitié du prince-évêché sans résistance significative. Albert II Alcibiade obtient ainsi Forchheim et Bamberg. Mais Albert II Alcibiade s'est fait aussi de nombreux ennemis, il est vaincu en 1553.
Le tombeau de Weigand von Redwitz est l'œuvre de Hans Bolsterer (de). Il se trouve dans l'abbaye de Michelsberg (de) après la restauration de la cathédrale de Bamberg.

### Source, notes et références
- (de) Cet article est partiellement ou en totalité issu de l’article de Wikipédia en allemand intitulé « Weigand von Redwitz » (voir la liste des auteurs).